# Sociedad Deportiva Atlético Tordesillas
El Club Deportivo Atlético Tordesillas es un club de fútbol español, de la localidad de Tordesillas (provincia de Valladolid), ubicada en la comunidad de Castilla y León y juega en el Grupo VIII de Tercera División de España. Fue fundado en 1969 y disputa sus partidos en el Estadio Las Salinas. 
 
Los colores que identifican al club son el rojo y el blanco, utilizados en forma de rayas verticales  en su uniforme titular desde su fundación.

## Historia
El Club Deportivo Atlético Tordesillas se fundó como tal en 1969, aunque su origen es más antiguo: En el año 1932 se fundó el Club Duero CF que tuvo su campo en la explanada de Hilaturas del Duero cuando "Pavito"; Eugenio Rodríguez Berjón y otros con una yunta de bueyes allanaron el terreno entre pinares para practicar allí el juego del balompié. Después de la guerra civil, en 1950 crearon el Club Gimnástica tordesillana y establecieron un campo nuevo constituido por el entonces frente de juventudes llamado "Bellas Vistas". Así jugaron los dos equipos de Tordesillas, la Gimnástica tordesillana y el antiguo Duero CF aunándose por mandato del entonces alcalde D.Teodoro Rodríguez López, en uno solo el año 1969 con el nombre de At. Tordesillas. 
Su primer Presidente fue el médico local Miguel Ángel Villa Ramírez. Trasladaron el campo de juego a La Vega, campo en el que jugó el At. Tordesillas hasta su actual ubicación actual de Las Salinas, levantado bajo los auspicios del Mundial de fútbol de 1982 y que albergó los entrenamientos de la selección Kuwaití y la de Francia con Platini de jugador. 
Estas primeras décadas de existencia, fueron un continuo peregrinaje por las divisiones provinciales y por la regional preferente. 

#### Llegada de Curro Añibarro
Al final de la década de los 90 llega al club el entrenador Francisco Javier Añibarro Rivero "Curro Añibarro", que permanecerá una década en la entidad rojiblanca, y que en sus primeros años supuso un auténtico revulsivo para el club. La llegada de Añibarro, que además de entrenador, fue mánager general del club, "profesionalizó" el club dentro de sus posibilidades, con jugadores llegados del Real Valladolid B, C.F. Palencia, o Gimnástica Medinense, se formaron estos años equipos competitivos. 
El Patrocinador durante estos primeros años fue Hotel Los Toreros.

### Primer ascenso aTercera división
La temporada 2000-01 el equipo se proclama campeón de su grupo de Primera Regional, bajo el mando de Curro Añíbarro, y asciende por primera vez en su historia a Tercera división, categoría en la que permaneció cinco temporadas, siendo Presidente José María Pascual Vacas, en esos años en preferente uno de los grandes rivales por el ascenso fue el PROMESAS PONFERRADA equipo ya desaparecido, y que compitió codo con codo por el ascenso con el Atlético Tordesillas, originando así uno de los primeros desplazamientos históricos del club a Ponferrada. Aquel partido finalizó 0 a 0 y contó con la presencia de varios autobuses llegados desde Tordesillas, consolidando así los orígenes de una de las peñas que daba colorido y ambiente a las gradas de Las Salinas en aquellos años "La Sección Polar".
De aquella época del primer ascenso, hubo grandes jugadores como el medinense "Gallego" quién fuera el primer jugador que consiguió anotar un gol con la camiseta del Atlético Tordesillas en tercera división, en un At. Tordesillas 2-0 Real Ávila disputado en Las Salinas.
En esa primera temporada en tercera el Atlético Tordesillas hizo un buen papel finalizando en 10.ª posición en la tabla.

#### Mejor temporada de la historia
Hasta su descenso en la temporada 2005-06. La mejor temporada de la historia del equipo fue la 2002-03, en la que se quedó a las puertas de clasificarse para la fase de ascenso a Segunda División B. En esa temporada el Atlético Tordesillas va a finalizar quinto clasificado empatado a 68 puntos con el cuarto clasificado el C.D. Guijuelo , pero quedándose el Tordesillas fuera de la eliminatoria de ascenso debido al golaverage. 
Ese año se produjo otro de los desplazamientos más numerosos en la historia del club, la penúltima jornada deparó un interesantísimo R.Valladolid B-Atlético Tordesillas que se saldó con 2-0 a favor de los locales, y fue disputado en el Estadio José Zorrilla, se calcula que entre 1500 y 2000 aficionados de Tordesillas se desplazaron a aquel histórico encuentro que se decidió a favor de los locales debido a un arbitraje muy polémico y protestado por los aficionados y jugadores del Atlético Tordesillas. El autor de los dos goles (el primero de penalti inexistente) fue el jugador blanquivioleta Xavi Moré.
La última jornada va a deparar un Atlético Tordesillas-Gimnástica Segoviana con los dos equipos con posibilidades de entrar en el play-off de ascenso.
Las Salinas se llenaron de numeroso público pues la segoviana dependía de sí misma para clasificarse, lo que hizo que más de 700 aficionados segovianos se acercaran a Las Salinas, el Tordesillas en una demostración de grandeza consiguió meter en su estadio a más de 2400 personas, en el que ha sido probablemente el partido con récord de aficionados en la historia del club.
De aquellos años cabe destacar la presencia de jugadores que dejaron su sello de calidad y entrega, como fueron el portero Marcos, Teo, Persi, Catón, u otros como Kike Castro, Rodri, Caracoles, Alberto Domínguez, o un por entonces jovencísimo Juan Adalia, que en pretemporada consiguió un tanto que a punto estuvo de doblegar al Real Valladolid de primera división (Tordesillas 1-1 Real Valladolid) y que sólo evitó un gol de Dragan Ćirić en el minuto 90.
Cabe destacar también aquel verano en el que 5  de los mejores jugadores de la Gimnástica Medinense, Agustín, Raposo, Vara, Oliva y Josete, dejan el club vecino para venir a jugar en el Tordesillas.

### Descenso aPrimera regional
Sin embargo tras el esplendor de los primeros años en tercera, el club acumula deudas continuadas, varios jugadores como Alberto León, denuncian al club por impago, y son muchos los que deciden no recalar en el Tordesillas, ante el incumplimiento de pago y algunas promesas incumplidas. El club tiene que conformarse entonces con fichar jugadores de un perfil más bajo, lo que termina por consumar su descenso en 2005-2006. Para entonces el club se encuentra ya lastrado por las deudas, y la figura de Curro Añibarro está  "quemada" entre muchos jugadores de la provincia que ya no confían en su palabra.

#### Marcha de Curro Añibarro
La temporada, 2008-09, fue una de las más históricas del club, con la marcha de Curro Añibarro al C.D. Laguna en diciembre de 2007, el club se queda huérfano en gestión económica y deportiva, con una deuda más que considerable, y con el problema agravado de que 15 jugadores denuncian ante la Federación de Castilla y León de Fútbol que se les adeudan 6 mensualidades a final de temporada, con lo que la Federación de Castilla y León de Fútbol exige al club pagar lo adeudado previamente antes de inscribirse para poder seguir compitiendo. El club asfixiado por las deudas de jugadores, a las que se suman proveedores de material deportivo, trasportes y arbitrajes, parece abocado a una desaparición segura, pero un joven de la localidad, llamado Millán Vieco Ripoll, (que terminará siendo aquel año el vicepresidente, y el director deportivo del club) organizará una junta directiva y conseguirá convencer a José Fernández, un millonario empresario de Zamora para llegar al club como presidente, y buscará otros patrocinadores como la Caja Rural de Zamora, además de conseguir la continuidad como Patrocinador de la empresa de construcción Prieto Palacio, y el Ayuntamiento de Tordesillas, que como viene siendo habitual, subvenciona al club con una considerable aportación económica.
La junta directiva va a estar formada entre otros por Feliciano Brezo, Juan José Matilla y Antonio Vieco, quien en la línea de su hijo Millán , se va a mover para conseguir el apoyo de otras muchas empresas locales, lo que sumado a los casi 900 socios que va a lograr tener el equipo, conforman el presupuesto más alto en la historia del Atlético Tordesillas. Esto va a permitir no sólo poder inscribir al equipo y pagar las deudas atrasadas, si no contratar jugadores de renombre en toda Castilla, uno de los más destacados fue Mariano González Casillas, capitán de la Gimnástica Segoviana que dejó su club para venir a jugar a una categoría inferior, entre otros muchos jugadores estuvo en la plantilla el medinense Emilio, que jugara una temporada en primera división con el Real Valladolid, y que se convirtió en el jugador que más goles ha anotado en un partido con la camiseta rojiblanca, tras anotar 5 goles en la mayor goleada de la historia del club en partido oficial At. Tordesillas 10-0 Villamayor.
El club consiguió el ascenso a 3.ª división, ya que venció su liga con 78 puntos, y 24 partidos ganados.

### Segundo ascenso aTercera división
La ilusionante campaña 2008/2009 se queda ahora empañada, pues la marcha de José Fernández hace que dos jugadores que tenían contrato por otra temporada, 
presenten unas fichas impagables para el club, asume la presidencia temporalmente Cándido Salcedo, quién va a dimitir para dejar el mando a Toño Barriles, siendo entrenador en un primer momento Ramón Cuadrado, y más tarde Alberto Parras, el equipo se mantiene la primera temporada en tercera pero más tarde consuma su descenso de nuevo a 1.ª Regional en la última jornada, tras empatar con el Real Valladolid CF B por 1-1. A pesar de adelantarse inicialmente, un penalti anotado por Alberto Gil, curiosamente, exjugador del Atlético Tordesillas en la temporada anterior, pondría las tablas finales en el marcador. El equipo logró ascender de nuevo a Tercera División la temporada siguiente.
En el año 2014 asume la presidencia del Club Óscar Serrano, quién acompañado por Marcos Pérez, o Israel San José, entre otros, van a conseguir hacer unas temporadas ilusionantes en las que el club va a quedar bien clasificado, siendo la más destacada la temporada 2017-2018 donde el At. Tordesillas rozó la clasificación para el play-off de ascenso a Segunda División B. 
Más de mil aficionados se desplazaron a Zamora en la última jornada, y sufrieron la agonía de quedarse fuera de la fase de ascenso con un gol del Zamora C.F. que llegó en el minuto 88. El partido que hasta el 88 iba 1-2, finalizó 3-2 y al Tordesillas solo le valía la victoria, el Ruta de la Plata, con más aficionados del Tordesillas que del Zamora C.F., estalló sin embargo en una tremenda ovación a los chicos dirigidos por Santi Sedano. En la vecina localidad de Salamanca, El Salamanca UDS celebraba con 15.000 aficionados que poblaban las gradas del Helmántico  su pase a los play-off a costa de la derrota del Tordesillas que hizo sufrir a los charros hasta el último minuto de liga.

#### 50 años de la fundación del equipo
En 2019 el Atlético Tordesillas cumple 50 años de historia, sigue haciendo soñar a sus aficionados, son muchos los jugadores, técnicos, y personas del club que han dejado su granito de arena para que este equipo sea hoy el segundo club de Valladolid, solo superado por el Real Valladolid. 
Severino Sigüenza, Curro Añibarro, Toñi Barriles, Óscar Serrano, José María Pascual, y otros hombres del club como, Javi Siroba, que desempeña muchas funciones dentro del club, así como muchísimos técnicos de las categorías inferiores, directivos, jugadores históricos como César Herreras, personas vinculadas al club, o periodistas como Andrés Villagarcía quién a través de las ondas nos ha traído en los últimos años las alegrías y los sinsabores de nuestro equipo, todos ellos han hecho posible que hoy estemos dónde estamos, celebrando estos 50 años de trabajo que nos consolidan como el segundo club más importante de Valladolid.
Sería imposible nombrar a todos los protagonistas de esta historia en la que todos lo han hecho lo mejor que han podido.
Dónde todos han puesto su granito de arena para ver como hoy el Tordesillas ha resistido como único equipo de tercera división en la provincia de Valladolid. (Ni C.D. Laguna, Ni C.D. Íscar, ni Gimnástica Medinense, ni Universidad de Valladolid) 
Hoy podemos decir que llevamos 50 años haciendo historia, y esperamos, que sean muchos más.
En la temporada 2019-20 en el mes de marzo la competición se suspendió por el brote de la COVID-19, considerada pandemia global. Finalmente la propuesta de la RFEF se aprueba por unanimidad el 6 de mayo, y entre las medidas adoptadas destacan las de finalización del torneo regular dando por definitivas las clasificaciones actuales, la celebración de la promoción de ascenso en formato exprés y la supresión de descensos.

#### Dorsales y nombre de jugadores fijo
Por primera vez en la historia los jugadores tendrán su nombre y un dorsal fijo para toda la temporada desde la temporada 2020/21 en la que la RFEF obliga a llevar nombre de los jugadores y dorsales fijos en las camisetas de los clubes participantes. Los dorsales 1 y 13 estarán reservados a los porteros, y el 25 se reservará para el tercer guardameta, en caso de haberlo. Los dorsales 23, 24 y del 26 en adelante serán para los futbolistas del filial, y también serán fijos y nominales.

### El Atlético Tordesillas será equipo filial delReal Valladolid C.F.
El 10 de julio de 2020 los socios han acordado que el club se integre en el Real Valladolid C.F., lo que supondrá la llegada de importantes jugadores de futuro de la cantera blanquivioleta. También llevará un cuerpo técnico completo cuyo coste será pagado por la entidad del Pisuerga. El acuerdo también servirá para preparar a los entrenadores de las categorías inferiores del Atlético Tordesillas, suministro de material deportivo, o la presencia de los jardineros del Estadio José Zorrilla y de los Anexos, para velar por el correcto estado de los terrenos de juego. A nivel económico, el acuerdo podrá suponer la llegada de nuevos patrocinios a la entidad a orillas del Duero, para dotarla del músculo económico necesario para hacer del club rojiblanco, equipo de referencia de la Tercera División.
El acuerdo es por una temporada y prorrogable en el tiempo, donde el Atlético Tordesillas seguirá manteniendo su personalidad jurídica y Junta Directiva. El 21 de agosto de 2020 se rubricó el acuerdo alcanzado el mes de julio con el Real Valladolid C.F. convirtiéndose en el segundo equipo filial de la entidad blanquivioleta.
El 14 de septiembre de 2020 la RFEF decidió que cambiará para la temporada 2020-21 la denominación de las divisiones que organiza, pasando a denominarse primera, segunda y tercera división de la RFEF, Segunda División B, ‘Segunda B Pro’ y Tercera División.
El 15 de septiembre de 2020 se dieron a conocer las normas reguladoras y bases de competición tanto para Segunda División B como para Tercera División en el que se explica el funcionamiento de la temporada y las medidas a adoptar en caso de problemas derivados de la COVID-19.
La temporada 2020-21 consiguió mantenerse en la que será la nueva Tercera División RFEF, aunque realmente es como un descenso porque pasará a ser la 5.ª categoría del fútbol nacional. A pesar de esto la temporada fue buena y consiguió clasificarse a la Fase por el Play Off de Ascenso a Segunda División RFEF no logrando el ascenso.

### Fin del acuerdo de filialidad con el Real Valladolid C.F.
El 22 de junio de 2021 se anunció el fin del acuerdo de filialidad con el Atlético Tordesillas pese a que ambos clubes estaban de acuerdo con dicho acuerdo, pero el descenso a la categoría de plata del Real Valladolid C.F. hace que tenga que recortar gastos, pese a ello ambos clubes seguirán colaborando.

#### Nuevas categorías de fútbol Semiprofesional a partir de la temporada 2021/22[10]
La temporada 2021-22 entrenada por Miguel De la Fuente Morán término en un fantástico quinto puesto, empatado a puntos con Júpiter Leonés. Quedó por delante tras empatar a 1 en Las Salinas y tras derrotarles en León 0-2. El premio fue disputar la promoción de ascenso a Segunda División RFEF 2022. En una primera fase autonómica entre los equipos clasificados del segundo al quinto del grupo VIII disputada en el estadio La Arboleda de Almazán el equipo tordesillano derrotó en semifinales al subcampeón y equipo local la SD Almazán por 0-1, clasificándose para la final que disputó frente al CD Mirandés "B" al que también derrotó, esta vez por 1-2, con prórroga incluida, clasificándose para la fase nacional que se disputó a partido único en el estadio Dehesa de Navalcarbón de las Las Rozas. El rival fue el CD Utrera que quedó segundo en el grupo en (Grupo X). El partido finalizó después de los 90 minutos reglamentarios con empate a 1. El gol del equipo fue de Jorge Campos en el minuto 16, que volvía a poner el empate después de que se adelantase el equipo andaluz en el minuto 2. Ya en la prórroga en el minuto 92 se adelantaba en el marcador y en el minuto 112 ponía el definitivo 3-1 con lo que era el equipo de Utrera el que conseguía el ascenso a Segunda Federación.
La temporada 2022-23 volvió a estar entrenada por Miguel De la Fuente Morán volviendo a quedar quinto y volviendo a lograr la clasificación para la promoción de ascenso a Segunda Federación 2023. Este año la fase autonómica se disputaría a ida y vuelta con la vuelta en el campo del equipo con mejor clasificación en la liga regular. Este año el rival fue el Atlético Astorga FC y a pesar de vencer en la ida por 1-0 el resultado se quedó cortó ya que la derrota por 3-1 en Astorga impidió jugar nuevamente la final autonómica y por tanto y en caso de haberla ganado volver a disputar la fase nacional que es la que da posibilidad en caso de ganarla de subir de categoría.
El 12 de mayo de 2023 el equipo tordesillano presidido por Óscar Serrano firmó un acuerdo de colaboración con el Real Valladolid CF en el que se busca conocimientos y métodos de trabajo para poder mejorar la forma de trabajar tanto del primer equipo como del fútbol base.
La temporada 2023-24 tendrá como entrenador a Jorge Calvo Fernández "Marchena".

## Estadio
.

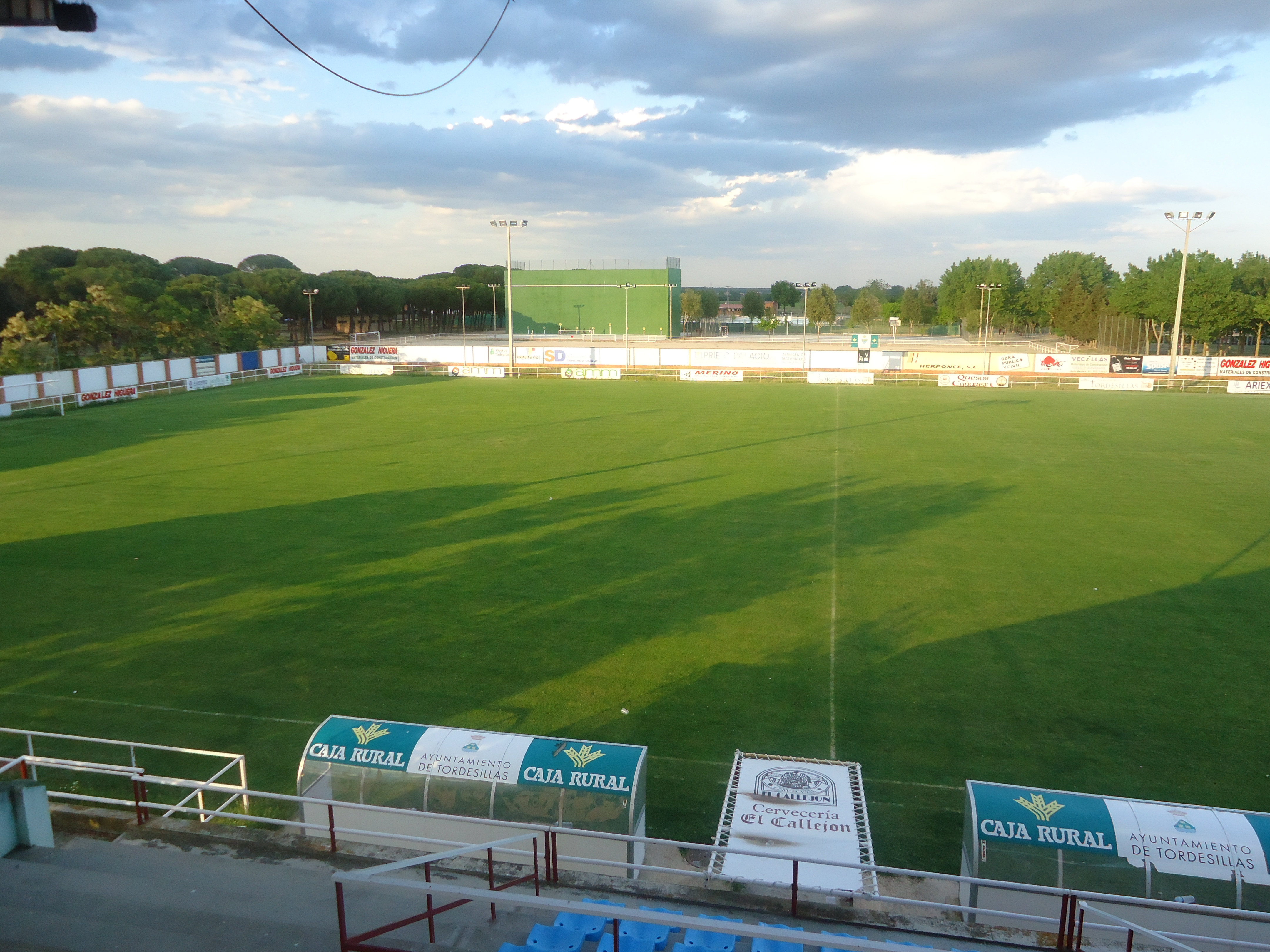
Estadio Las Salinas en Tordesillas, Valladolid, Castilla y León el 10 de mayo de 2011 (Fuente: laberintya)

El estadio Municipal de Las Salinas, es un campo de césped natural. Tiene una capacidad de 3 500 personas. Está situado en la carretera Madrid - Coruña, km 182, pero en localidad es conocida como Avenida del Mundial, ya que el campo se inauguró el 19 de marzo de 1981, año previo al Mundial en España. El presidente del club era Julián Rodríguez y fue la sede de entrenamiento de Francia, Kuwait y Camerún. Destacar que el Tordesillas se enfrentó en partido amistoso a la selección kuwaití. 

El 20 de octubre de 2020 finalizó la instalación de butacas en la grada principal de Las Salinas.

## Uniforme
- Uniforme titular: Camiseta rojiblanca, pantalón azul, medias rojas.

|  | 2023-24 |

- Uniforme alternativo: La temporada 2023-24 tendrá dos uniformes alternativos.[14] Uno de ellos será camiseta azul con pantalones y medias verdes fluorescentes y el otro camista amarilla con las mangas rojas, pantalón rojo y medias a rayas rojas y amarillas.

| 2020-21 | 2023-24 |

- - La camiseta alternativa ha variado a lo largo de los años, ha vestido camiseta, pantalón y medias azul marino, otro año fue de color azul eléctrico, también ha vestido una camiseta especial de "Dulces El Toro", también ha vestido una equipación especial de Tordesillas.[15] La temporada 2020-21 vistió con los colores de su patrocinador Caja Rural[16] camiseta de color negro con detalles verdes, pantalón y medias negras.

|  |  |  |  | 2023-24 |

### Indumentaria y patrocinador
Las siguientes tablas indican el proveedor y el patrocinador de la camiseta a partir de la temporada 2019-20:
| Periodo       | Proveedor                 |
| ------------- | ------------------------- |
| 2019-presente | Bandera de Italia · Kappa |

| Periodo       | Patrocinador      |
| ------------- | ----------------- |
| 2019-presente | Bandera de España |

## Datos del club
- Temporadas en 2ªB: 0
- Temporadas en 3.ª: 16 
  - Más temporadas consecutivas en 3.ª: 12 (2009-2021)
  - Mejor puesto en 3.ª: 5.º (Tercera División de España temporada 2002-03)
  - Peor puesto en 3.ª: 18.º (Tercera División de España temporada 2005-06)
  - Puesto actual en la clasificación histórica de la 3ª División de España: 416
- Temporadas en 3.ª Federación: 3 (incluyendo la temporada 2023-24)
  - Más temporadas consecutivas en 3.ª Federación: 3 (2021-2024)
  - Mejor puesto en 3.ª Federación: 5.º (3.ª Federación temporadas 2021-22 y 2022-23)
  - Peor puesto en 3.ª Federación: 5.º (3.ª Federación temporadas 2021-22 y 2022-23)
  - Puesto actual en la clasificación histórica de la 3.ª Federación:
- Temporadas en Primera Regional Aficionados:

## Trayectoria histórica
Indicadas las categorías en los siguientes colores:
■ 3.er nivel
■ 4.º nivel
■ 5.to nivel
■ 6.º nivel
■ 7.º nivel
Notas: (Estructura piramidal de ligas en España)
- Las temporadas 1936-37, 1937-38 y 1938-39 no fueron disputadas debido a la guerra civil española.
- La Segunda División B fue introducida en 1977 como categoría intermedia entre la Segunda División y Tercera División.
- En la temporada 2021-2022 se reestructuraron las categorías del fútbol español pasando a denominarse las categorías no profesionales como 1.ª división RFEF que será el equivalente a la tercera categoría, 2.ª división RFEF que será el equivalente a la cuarta categoría y 3.ª división RFEF que será el equivalente a la quinta categoría, desapareciendo Segunda División B.

## Últimas temporadas
| Temporada | Categoría                          | P.J. | P.G. | P.E. | P.P. | G.F. | G.C. | D.G. | Puntos | Puesto       |
| --------- | ---------------------------------- | ---- | ---- | ---- | ---- | ---- | ---- | ---- | ------ | ------------ |
| 1968-78   | Primera regional                   |      |      |      |      |      |      |      |        | -º           |
| 1978-79   | Primera Provincial                 |      |      |      |      |      |      |      |        | 1.º          |
| 1979-80   | Primera regional                   |      |      |      |      |      |      |      |        | 16.º         |
| 1980-81   | Primera regional                   |      |      |      |      |      |      |      |        | 9.º          |
| 1981-82   | Primera regional                   |      |      |      |      |      |      |      |        | 17.º         |
| 1982-83   | Primera Provincial                 |      |      |      |      |      |      |      |        | 3.º          |
| 1983-84   | Primera regional (Grupo B)         |      |      |      |      |      |      |      |        | 17.º         |
| 1984-85   | Primera Provincial                 |      |      |      |      |      |      |      |        | 9.º          |
| 1985-86   | Primera Provincial                 |      |      |      |      |      |      |      |        | 6.º          |
| 1986-87   | Primera Provincial                 |      |      |      |      |      |      |      |        | 14.º         |
| 1987-88   | Primera Provincial                 |      |      |      |      |      |      |      |        | 4.º          |
| 1988-89   | Primera Provincial                 |      |      |      |      |      |      |      |        | 2.º          |
| 1989-90   | Primera Provincial                 |      |      |      |      |      |      |      |        | 2.º          |
| 1990-91   | Primera Provincial                 |      |      |      |      |      |      |      |        | 3.º          |
| 1991-92   | Primera Provincial                 |      |      |      |      |      |      |      |        | 3.º          |
| 1992-93   | Primera Provincial                 |      |      |      |      |      |      |      |        | 4.º          |
| 1993-94   | Primera regional (Grupo B)         |      |      |      |      |      |      |      |        | 4.º          |
| 1994-95   | Primera regional (Grupo B)         |      |      |      |      |      |      |      |        | 5.º          |
| 1995-96   | Primera regional (Grupo B)         |      |      |      |      |      |      |      |        | 10.º         |
| 1996-97   | Primera regional (Grupo B)         |      |      |      |      |      |      |      |        | 8.º          |
| 1997-98   | Primera regional (Grupo B)         |      |      |      |      |      |      |      |        | 12.º         |
| 1998-99   | Primera regional (Grupo B)         |      |      |      |      |      |      |      |        | 11.º         |
| 1999-00   | Primera regional (Grupo B)         |      |      |      |      |      |      |      |        | 4.º          |
| 2000-01   | Primera regional (Grupo B)         |      |      |      |      |      |      |      |        | 1.º          |
| 2001-02   | Tercera División (Grupo VIII)      | 38   | 14   | 9    | 15   | 57   | 55   | + 2  | 51     | 10.º         |
| 2002-03   | Tercera División (Grupo VIII)      | 38   | 21   | 5    | 12   | 50   | 40   | + 10 | 68     | 5.º          |
| 2003-04   | Tercera División (Grupo VIII)      | 38   | 14   | 11   | 13   | 35   | 39   | - 4  | 53     | 9.º          |
| 2004-05   | Tercera División (Grupo VIII)      | 38   | 11   | 10   | 17   | 47   | 55   | - 8  | 43     | 15.º         |
| 2005-06   | Tercera División (Grupo VIII)      | 38   | 9    | 4    | 25   | 42   | 83   | - 41 | 31     | 18.º         |
| 2006-07   | Primera regional (Grupo B)         |      |      |      |      |      |      |      |        | 8.º          |
| 2007-08   | Primera regional (Grupo B)         |      |      |      |      |      |      |      |        | 7.º          |
| 2008-09   | Primera regional (Grupo B)         |      |      |      |      |      |      |      |        | 1.º          |
| 2009-10   | Tercera División (Grupo VIII)      | 38   | 10   | 13   | 15   | 33   | 47   | - 14 | 43     | 14.º         |
| 2010-11   | Tercera División (Grupo VIII)      | 38   | 9    | 8    | 21   | 33   | 65   | - 22 | 35     | 16.º         |
| 2011-12   | Tercera División (Grupo VIII)      | 38   | 11   | 11   | 18   | 44   | 63   | - 19 | 44     | 15.º         |
| 2012-13   | Primera regional (Grupo B)         | 34   | 21   | 6    | 7    | 80   | 37   | + 43 | 69     | 2.º          |
| 2013-14   | Tercera División (Grupo VIII)      | 38   | 10   | 12   | 16   | 40   | 57   | - 17 | 42     | 15.º         |
| 2014-15   | Tercera División (Grupo VIII)      | 38   | 12   | 11   | 15   | 44   | 62   | - 18 | 47     | 14.º         |
| 2015-16   | Tercera División (Grupo VIII)      | 38   | 15   | 9    | 14   | 52   | 53   | - 1  | 54     | 7.º          |
| 2016-17   | Tercera División (Grupo VIII)      | 38   | 12   | 8    | 18   | 53   | 70   | - 17 | 44     | 14.º         |
| 2017-18   | Tercera División (Grupo VIII)      | 38   | 21   | 9    | 8    | 66   | 40   | + 26 | 72     | 6.º          |
| 2018-19   | Tercera División (Grupo VIII)      | 38   | 15   | 8    | 15   | 41   | 45   | - 4  | 53     | 11.º         |
| 2019-20   | Tercera División (Grupo VIII)      | 28 * | 5    | 10   | 13   | 27   | 40   | - 13 | 25     | 17.º         |
| 2020-21   | Tercera División (Grupo VIII)      | 26   | 10   | 5    | 11   | 27   | 30   | - 3  | 35     | 5.º / 5.º    |
| 2021-22   | Tercera División RFEF (Grupo VIII) | 32   | 15   | 9    | 8    | 37   | 28   | + 9  | 54     | 5.º          |
| 2022-23   | Tercera Federación (Grupo VIII)    | 30   | 14   | 8    | 8    | 30   | 24   | + 6  | 50     | 5.º          |
| 2023-24   | Tercera Federación (Grupo VIII)    | 34   | 19   | 8    | 7    | 44   | 23   | + 21 | 65     | 3.º          |
| 2024-25   | Tercera Federación (Grupo VIII)    |      |      |      |      |      |      |      |        | Por disputar |

```
LEYENDA

 :Ascenso de categoría

 :Descenso de categoría

 :Descenso administrativo

 :Retirado de la competición
```

```
* La temporada 2019-20 fue suspendida en la jornada 28 por la 
COVID-19
.
```

### EstadísticasTercera División(Grupo VIII)
| Torneo                  | P.J. | PUNTOS | P.G. | P.E. | P.P. | G.F. | G.C. | D.G. |
| ----------------------- | ---- | ------ | ---- | ---- | ---- | ---- | ---- | ---- |
| Partidos en casa        | ?    | ?      | ?    | ?    | ?    | ?    | ?    | ?    |
| Partidos como visitante | ?    | ?      | ?    | ?    | ?    | ?    | ?    | ?    |
| Total                   | 623  | 787    | 211  | 151  | 261  | 727  | 889  | -162 |

 Actualizado al final de la temporada 2020-21.

### EstadísticasTercera Federación(Grupo VIII)
| Torneo                  | P.J. | PUNTOS | P.G. | P.E. | P.P. | G.F. | G.C. | D.G. |
| ----------------------- | ---- | ------ | ---- | ---- | ---- | ---- | ---- | ---- |
| Partidos en casa        | 50   | 104    | 31   | 11   | 8    | 67   | 28   | +39  |
| Partidos como visitante | 50   | 68     | 18   | 14   | 18   | 49   | 53   | -4   |
| Total                   | 100  | 172    | 49   | 25   | 26   | 116  | 81   | +35  |

 Actualizado al final de la temporada 2023-24.

## Organigrama deportivo

### Plantilla y cuerpo técnico
- Como exigen las normas de la RFEF desde la temporada 2019-20 en 2.ªB y desde la 2020-21 para 3.ª, los jugadores de la primera plantilla deberán llevar los dorsales del 1 al 22, reservándose los números 1 y 13 para los porteros y el 25 para un eventual tercer portero. Los dorsales 23, 24 y del 26 en adelante serán para los futbolistas del filial, y también serán fijos y nominales.[4]
- En 1.ª y 2.ª desde la temporada 1995-96 los jugadores con dorsales superiores al 25 son, a todos los efectos, jugadores del filial y como tales, podrán compaginar partidos con el primer y segundo equipo. Como exigen las normas de la LFP, los jugadores de la primera plantilla deberán llevar los dorsales del 1 al 25. Del 26 en adelante serán jugadores del equipo filial.
- La lista incluye solo la principal nacionalidad de cada jugador. Algunos de los jugadores no europeos tienen doble nacionalidad de algún país de la UE:
  - Dalisson de Almeida posee la doble nacionalidad española y brasileña.[24]

```
LEYENDA
 
* 
Canterano
: 
 
* 
Pasaporte europeo
: 
 
* 
Extracomunitario sin restricción
: 

* Extracomunitario: 
 
* 
Formación
: 
```

### Altas y bajas 2023-24
| Altas Verano 2023-24              |                |                                      |       |       |
| Jugador                           | Posición       | Procedencia                          | Tipo  | Coste |
| Abel Conejo                       | Centrocampista | CD Palencia Cristo Atlético          | Libre | 0 €   |
| Carlos Alonso Villacorta "Chatún" | Delantero      | CD Mojados                           | Libre | 0 €   |
| Carlos Luengo                     | Defensa        | FC Cartagena "B"                     | Libre | 0 €   |
| Juan Aníbarro                     | Delantero      | Cultural y Deportiva Leonesa Juvenil | Libre | 0 €   |
| Fernando "Fer" Sánchez            | Centrocampista | UD Llanera                           | Libre | 0 €   |
| Adrián Ferreras                   | Centrocampista | CD Básico Paracuellos Antamira       | Libre | 0 €   |
| Maxi San José                     | Portero        | CD Palencia Cristo Atlético          | Libre | 0 €   |
| Mateo Rodríguez                   | Centrocampista | CD Parquesol Juvenil                 | Libre | 0 €   |
| Víctor Salamanca                  | Defensa        | CD Mojados                           | Libre | 0 €   |
| Daniel "Dani" Diez                | Delantero      | FC La Unión Atlético                 | Libre | 0 €   |
| Jonathan "Joni" Romero            | Defensa        | FC Jove Español San Vicente          | Libre | 0 €   |
| José Manuel García Colás          | Defensa        | Zamora CF "B"                        | Libre | 0 €   |
| Hugo Guzón                        | Delantero      | R. Valladolid Juvenil                | Libre | 0 €   |
| Rafael "Rafa" Gómez               | Delantero      | CD Palencia Cristo Atlético          | Libre | 0 €   |
| Héctor Blanco Lapeña              | Defensa        | Deportivo Alavés "B”                 | Libre | 0 €   |

| Bajas Verano 2023-24         |                |                             |       |       |
| Jugador                      | Posición       | Destino                     | Tipo  | Cobro |
| Víctor "Viti" Martín         | Defensa        | Agente Libre                | Libre | 0 €   |
| Iván Barajas "Canito"        | Centrocampista | Burgos CF Promesas          | Libre | 0 €   |
| Abel Messias Zambrana "Popi" | Delantero      | Atlético Albacete           | Libre | 0 €   |
| Álvaro Mongil                | Centrocampista | CU Zona Norte               | Libre | 0 €   |
| Samu Aparicio                | Delantero      | CD Palencia Cristo Atlético | Libre | 0 €   |
| Álvaro de Pablo              | Portero        | Real Ávila CF               | Libre | 0 €   |
| Miguel Muñoz                 | Delantero      | CD Colegios Diocesanos      | Libre | 0 €   |
| Camilo Hernando              | Centrocampista | Agente Libre                | Libre | 0 €   |
| Fede Inestal                 | Defensa        | Retirado                    | Libre | 0 €   |
| Anderson Alessandro          | Defensa        | SD Almazán                  | Libre | 0 €   |
| Luis Obispo                  | Defensa        | Agente Libre                | Libre | 0 €   |
| Alejandro Casado             | Defensa        | Agente Libre                | Libre | 0 €   |
| Unai Carrera                 | Delantero      | CD Laguna                   | Libre | 0 €   |

## Entrenadores
- 1.º Jesús Ángel Turiel: 2014-2017
- 2.º Santi Sedano: 2017-2020
- 3.º "Chuchi Macón: 2020 - 2021
- 4.º Miguel De la Fuente Morán: 2021-2023[25]
- 5.º Jorge Calvo Fernández "Marchena": 2023-Act.[26]

## Palmarés

### Torneos regionales
- 2 campeonatos de Primera División Regional Aficionados de Castilla y León: 2000-01 y 2008-09

### Torneos provinciales
- 6 Trofeo Diputación de Valladolid: 2004, 2016,[27] 2017,[28] 2019,[29] 2023,[30] y 2024[31]

### Torneos amistosos
- LI Trofeo Ciudad de Benavente (1): 2023[32]

## Lema
- ¡Aupa Torde!
- Fieles a nuestros colores. Eternos con la tradición.